# Solaria
Solaria es un planeta ficticio que aparece en varias series de novelas de Isaac Asimov, uno de los llamados "Mundos Espaciales". El desarrollo social de Solaria se mueve entre la ciencia ficción y la sociología-ficción. 

## Historia
Dentro del universo de ficción de Asimov, Solaria fue el último "Mundo Espacial" en ser colonizado, y a la vez es el único sobreviviente de los cincuenta originales. Su colonización se inició en 3.200 d.C desde el cercano Nexon (situado a 2 pársecs de distancia), originariamente como planeta de veraneo de los nexonianos. Luego pasó a ser el planeta de descanso de la alta alcurnia de Nexon. Sin embargo se independizaron y crearon su propia nación. 
Es el más lejano de los tres mundos de su sistema estelar. Con un diámetro de 9.500 millas (15.000 km) y 47 millones de kilómetros cuadrados de tierra de cultivo. Su población llegó hasta un máximo de 20.000 habitantes, con un ratio robot/humanos aproximado de 10.000/1 y una densidad de población de 1 habitante por cada 2350 km cuadrados. 
Una de las características de los solarianos es su psicología sociópata, caracterizada por un arraigado miedo al contacto directo entre personas, que sólo se comunican a distancia, mediante sofisticados medios electrónicos, reduciendo al mínimo indispensable los contactos personales.
Fue muy reconocido entre los otros Mundos Espaciales por sus excelentes modelos de robots, exportando robots especializados al resto de los mundos espaciales. Fue también muy reconocido por una especialidad culinaria denominada Pachinkas. 
Entre 3800 d. C. y 4920 d. C., Solaria se desentendió totalmente del resto de la galaxia y durante un largo periodo permaneció totalmente aislado,cortando sus comunicaciones con el resto de la galaxia. Durante ese tiempo se generó una población de hermafroditas que se redujo hasta unos 1.200 habitantes hacia 25066 d. C. En esta etapa los solarianos evitan intencionalmente tener ningún contacto entre ellos, y solamente se reproducen cuando tienen que reemplazar a alguien que haya muerto.
Solaria fue uno de los teatros de aventuras del detective Elijah Baley y su compañero R.Daneel Olivaw, los cuales son llamados por sus autoridades para resolver un crimen. En él Elijah Baley logra por fin dominar sus fobias y tomar la resolución de impulsar a sus conciudadanos terráqueos a que abandonen su enclaustramiento en sus ciudades subterráneas. En ese planeta comienza la vida de Gladia Delmarre, la compañera de Baley. Miles de años después, Golan Trevize y sus acompañantes, personajes del ciclo de la Fundación, estarán a punto de perder sus vidas a manos de sus habitantes hermafroditas y sus robots. Los solarianos serán la clave que le confirma a Trevize acerca de lo acertado de su decisión de optar por el proyecto "Gaia-Galaxia" de Daneel Olivaw, es decir, la presencia en la Galaxia de verdaderos no humanos que no están incluidos en las ecuaciones de la psicohistoria y que son un potencial peligro para la humanidad.

## Datos
- Posición: el tercero desde su sol.
- Diámetro: 15.000 km.
- Localidades: Helionia, en el continente norte.

Solaria es descrita o citada en varias novelas de Isaac Asimov, entre ellas: "El sol desnudo" (1957), "Los robots del amanecer" (1983), Robots e Imperio (1985) y "Fundación y Tierra" (1986).
- Datos: Q943547